# Táborská pahorkatina
Táborská pahorkatina je geomorfologický celek v jižní a jihovýchodní části Středočeské pahorkatiny. Rozkládá se na ploše 1 594,9 km² v severní části Jihočeského kraje.
Oblast se nachází v povodí Otavy, Vltavy a Lužnice. Charakterizují ji hluboká údolí těchto řek a jejich přítoků. Převažujícími horninami jsou granitoidy středočeského a moldanubického plutonu. Nejvyšším bodem Táborské pahorkatiny a Píseckých hor je Velký Mehelník se 633 m.

## Členění
Táborská pahorkatina se dále dělí na dva podcelky:
- Písecká pahorkatina s nejvyšším vrcholem Velkým Mehelníkem (633 metrů)
- Soběslavská pahorkatina s nejvyšším vrcholem Chlumem (540 metrů)